# Inflammatorischer lineärer verruköser Epidermalnaevus

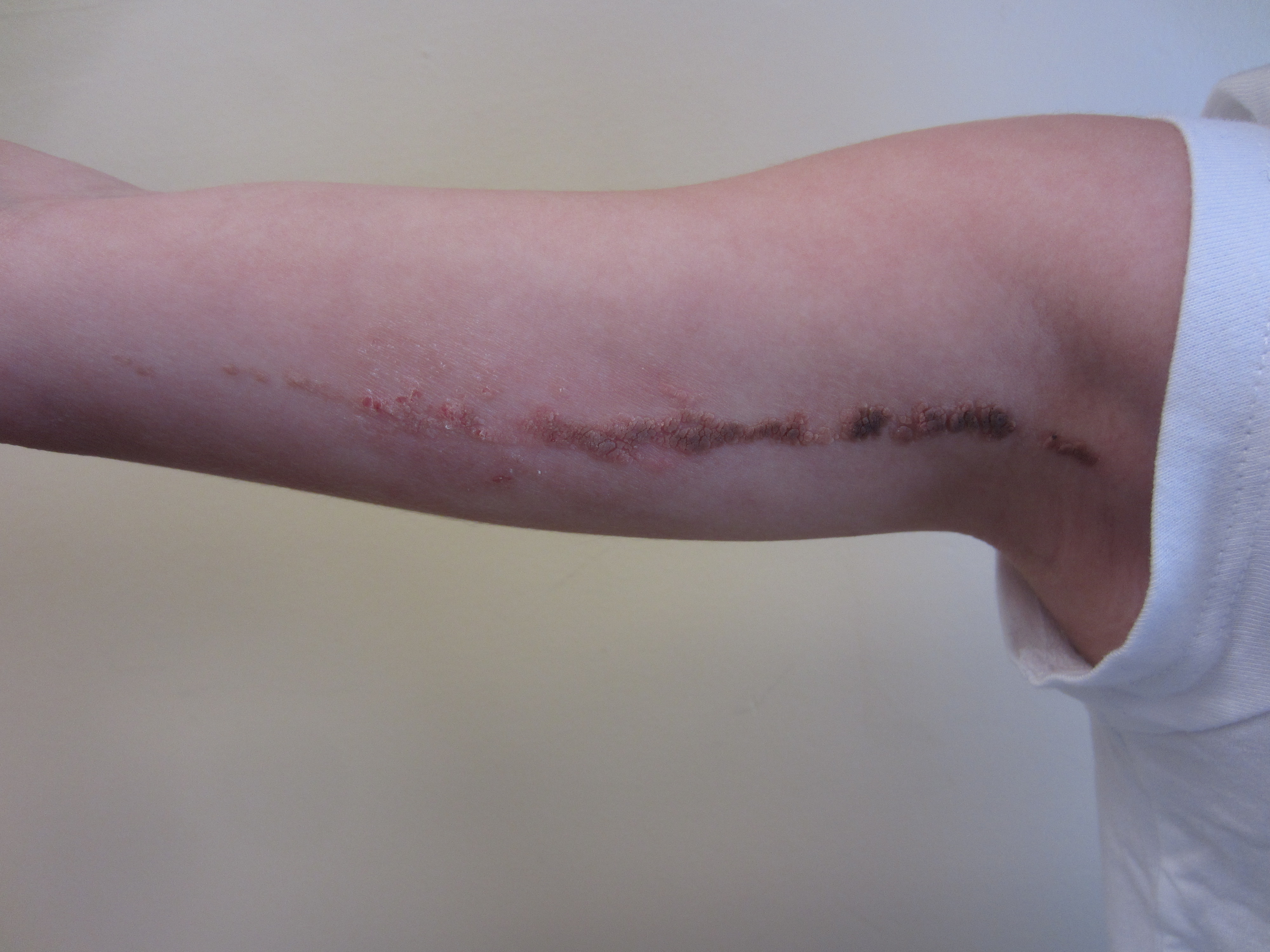
Verruköse lineare Plakette nach den Linien von Blaschko über dem rechten Oberarm eines jungen Mädchens

Der Inflammatorische lineäre verruköse Epidermalnaevus (ILVEN) ist eine Form eines epidermalen Naevus mit scharf begrenzten, streifenförmigen ekzem-, lichen- oder psoriasisartigen Papeln.
Synonyme sind: Entzündlicher linearer verruköser epidermaler Naevus
Die Erstbeschreibung stammt von Paul Gerson Unna aus dem Jahre 1894 (zitiert nach).

## Verbreitung
Die Häufigkeit ist nicht bekannt. Das weibliche Geschlecht ist im Verhältnis 4 zu 1 häufiger betroffen.
Selten besteht eine Assoziation zum Epidermal-Naevus-Syndrom, eine maligne Entartung ist möglich.

## Ursache
Der Erkrankung liegen Mutationen in somatischen Zellen (somatische Mutation) zugrunde in Form eines Mosaiks.

## Klinische Erscheinungen
Klinische Kriterien sind:
- Angeboren oder in der frühen Kindheit auftretend. Selten erstmaliges Auftreten im Erwachsenenalter.
- Häufig ist das linke Bein betroffen, aber auch der Rumpf und seltener Gesicht und Hals.
- Juckreiz
- Scharf begrenzte, den Blaschko-Linien folgende ekzematöse, lichenoide oder psoriasiforme Papelbildungen

## Diagnose
Die Diagnose stützt sich auf die Histologie.

## Therapie
Eine ursächliche Behandlung ist nicht bekannt, die Erkrankung gilt als therapieresistent.
Verschiedene Therapieansätze wurden als erfolgreich beschrieben: CO2-Laser-Ablation, Behandlung mit Etanercept und Calcipotriol.